# Incidente del Lockheed C-130 dell'Aeronautica Militare Italiana del 2009
L'incidente del Lockheed C-130 dell'Aeronautica Militare è stato un incidente aereo avvenuto il 23 novembre 2009, che vide lo schianto di un aereo da trasporto Lockheed KC-130J Hercules (versione aerocisterna del C-130J) con marche MM62176 e appartenente alla 46ª Brigata aerea della Aeronautica Militare. Lo schianto avvenne durante la fase di decollo dall'aeroporto militare di Pisa nel corso di una missione addestrativa.
Secondo fonti dell'Aeronautica Militare, l'Hercules, comandato dal Maggiore pilota Bruno Cavezzana, era precipitato immediatamente dopo il decollo, andando a cadere su una linea secondaria della Ferrovia Tirrenica nella tratta Pisa-Collesalvetti-Cecina.
I cinque militari a bordo, tutti deceduti, erano in servizio alla 46ª Brigata Aerea di stanza a Pisa.

## Le vittime
L'equipaggio, denominato "Lyra 41", era composto da:
- Maggiore pilota Bruno Cavezzana, (Trieste, 40 anni)
- Tenente pilota Gianluca Minichino (Napoli, 28 anni)
- Tenente pilota Salvatore Bidello (Sorrento, 30 anni)
- Maresciallo Maurizio Ton (Pisa, 44 anni)
- Maresciallo Gianluca Larice (Mestre, 39 anni)